# Parc provincial Dinosaur
Pour les articles homonymes, voir Dinosaur.
Le parc provincial Dinosaur (anglais: Dinosaur Provincial Park) est un parc provincial de l'Alberta au Canada, situé au cœur des badlands.

## Description
Ce site a été inscrit en 1979 au patrimoine mondial de l'UNESCO. Il renferme de nombreux restes  fossiles vieux de 75 à 77 millions d'années, notamment plus de 60 espèces de dinosaures réparties en 45 genres et en 14 familles.